# Kuunkuiskaajat

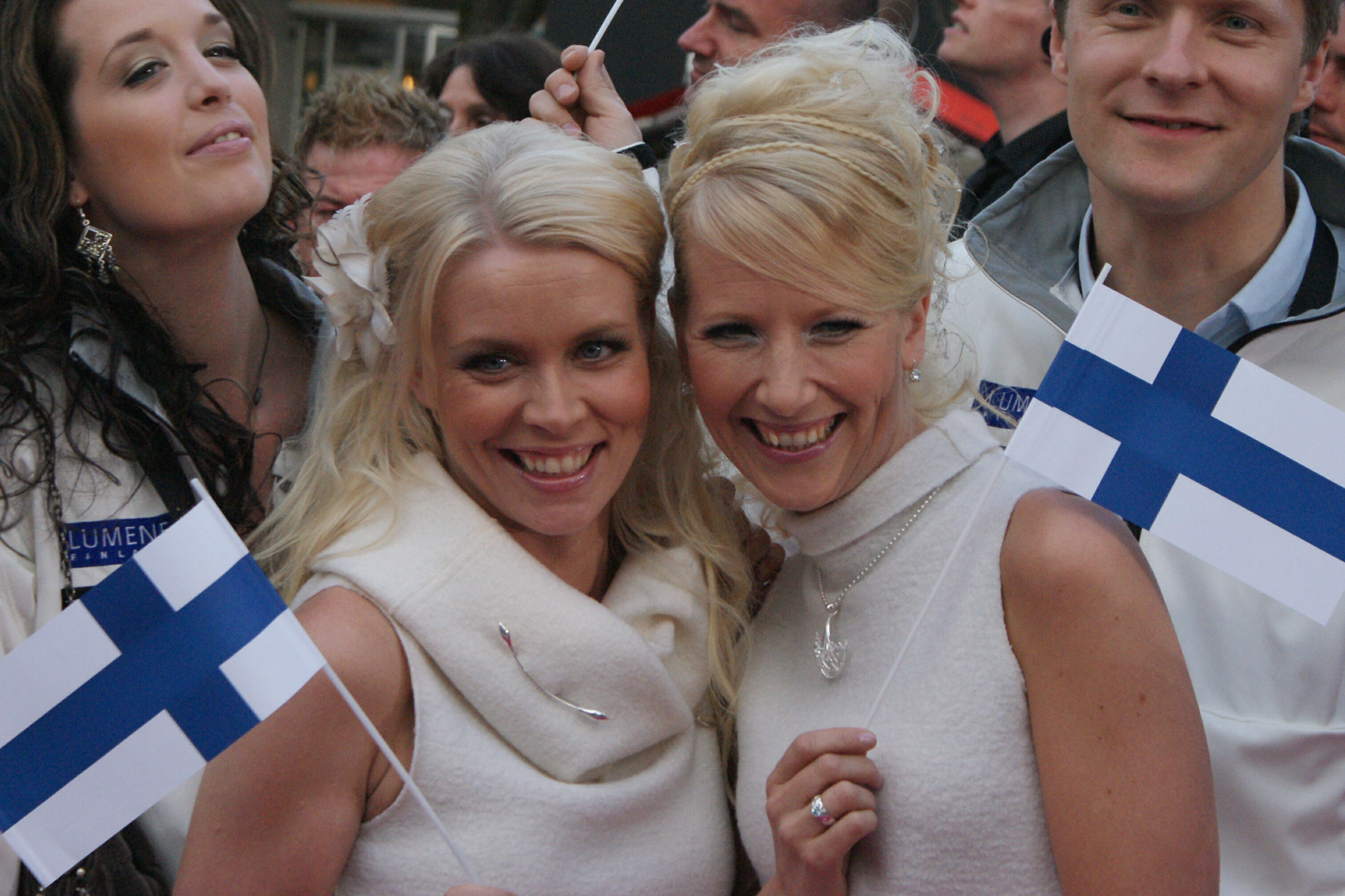

Kuunkuiskaajat é uma dupla de cantoras filandesas. As Kuunkuiskaajat irão representar o seu país, a Finlândia, no Festival Eurovisão da Canção 2010, em Oslo, Noruega, com a música Työlki ellää, cantada exclusivamente em finlandês. .